# Różanecznik japoński
Różanecznik japoński, azalia japońska (Rhododendron molle (Blume) G. Don subsp. japonicum (A. Gray) Kron) – podgatunek różanecznika Rhododendron molle. Pochodzi z Japonii z wysp Honsiu, Kiusiu, Sikoku i południowe Hokkaido.  Do Europy został przywieziony w połowie XIX wieku. Jest uprawiany jako roślina ozdobna. Obok różanecznika żółtego, jakuszimańskiego i różanecznika katawbijskiego jest podstawowym gatunkiem, z którego wyhodowano dużą liczbę odmian ozdobnych różaneczników.
Występujące u nas rośliny ozdobne o nazwie azalia japońska to jednak nie jest forma typowa. Wspólną nazwą azalia japońska określa się nie tylko ten gatunek, ale grupę kilku gatunków i mieszańców międzygatunkowych. Ich wspólną cechą jest to, że ich liście opadają na zimę. W ogrodnictwie nazwą różanecznik określa się gatunki i mieszańce rodzaju Rhododendron o zimozielonych liściach.

## Morfologia
PokrójNiski, szeroko rozpostarty krzew. Stare rośliny osiągają szerokość większą od wysokości. Rośnie powoli. Uprawiane odmiany azalii dorastają do 2 m.
LiścieGatunek o liściach opadających na zimę. Liście o eliptycznym kształcie, drobne, błyszczące i z wierzchu delikatnie owłosione.
KwiatyKwitnie niezwykle obficie, tak, że kwiaty całkowicie pokrywają krzew. Kwitnie w maju, przed rozwojem liści, co dodatkowo potęguje efekt. Kwiaty wyrastają w kwiatostanach po 5 – 10 sztuk. Mają kształt szerokodzwonkowaty. Właściwy gatunek ma kwiaty o kolorze pomarańczowoczerwonym. Wyhodowano dużą liczbę odmian o kolorze od białego poprzez żółty, pomarańczowy do fioletowego.

## Uprawa
- Wymagania: uprawiane odmiany azalii japońskiej potrzebują żyznej, próchnicznej i stale wilgotnej gleby o kwaśnym odczynie. Są odporne na mróz. Źle tolerują silne wiatry, powinny rosnąć na zasłoniętym stanowisku. Najlepiej rosną na słonecznym lub półcienistym miejscu.
- Sposób uprawy: azalie należy sadzić wraz z bryłą korzeniową. Odpowiednie dla nich podłoże można otrzymać poprzez dodanie do ziemi ogrodniczej kwaśnego torfu, zmielonej kory lub przegnitego igliwia. Azalie należy sadzić w miejscu słonecznym, najlepiej grupami. Doskonale prezentują się na tle iglaków. Rośliny te przez cały rok wymagają wilgotnego podłoża, źle tolerują suszę. W utrzymaniu wilgoci pomaga ściółkowanie podłoża wokół nich. Łatwo można przesadzać nawet duże różaneczniki (wraz z bryłą korzeniową), gdyż mają zwartą, niedużą bryłę korzeniową. Należy je systematycznie nawozić od maja do sierpnia, lecz niedużymi dawkami, gdyż są wrażliwe na zasolenie gleby. Można też stosować nawozy o przedłużonym działaniu. Konieczne jest stosowanie nawozów kwaśnych (siarczan amonu, siarczan potasu), najlepiej specjalnych mieszanek nawozów do rododendronów. Nie należy wapnować. Aby rośliny obficie kwitły w następnym roku, należy po przekwitnięciu ściąć całe kwiatostany, gdyż wyczerpują nadmiernie roślinę. Nie wymagają żadnego cięcia, należy tylko usuwać uschnięte liście i obumarłe pędy.

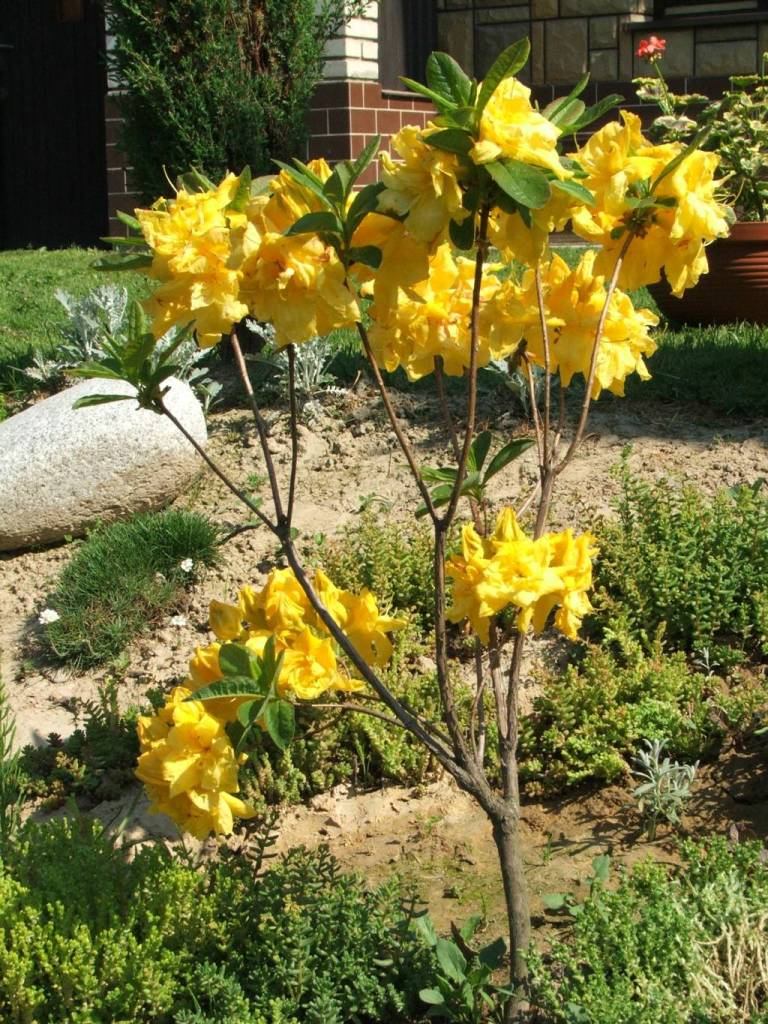
Odmiana wielkokwiatowa

## Choroby i szkodniki
- Plamistość liści różanecznika. Na liściach powstają duże, nieregularne brązowe plamy. Chorobę zwalcza się opryskiwaniem fungicydami.
- Fytoftoroza różanecznika – choroba spowodowana przez lęgniowce rozprzestrzeniające się w glebie glebę i atakujące korzenie. Liście brązowieją i łódeczkowato zwijają się. Choroba rozprzestrzenia się na całą roślinę doprowadzając do jej obumarcia. Jest nieuleczalna. Porażoną roślinę należy wykopać i spalić.
- Zaraza wierzchołków pędów różanecznika spowodowana przez grzyba Phytophthora ramorum. Najpierw zaczynają brunatnieć wierzchołki pędów, potem choroba rozszerza się w dół. Powoduje opadanie liści i obumieranie rośliny. Zwalczanie polega na wycinaniu porażonych liści i pędów, a następnie opryskiwaniu całej rośliny odpowiednimi preparatami grzybobójczymi.
- Zgorzel kwiatów różanecznika wywołana przez grzyba Ovulinia azaleae. Na kwiatach pojawiają się przezroczyste i kleiste plamy, a w ich obrębie czarne punkciki (sklerocja). W przypadku pojawienia się tej choroby należy w następnym roku wiosną różaneczniki profilaktycznie opryskiwać fungicydami
- Mączniak prawdziwy azalii – na liściu powstaje biały nalot spowodowany przez grzyby. Jedną z cech charakterystycznych jest również nierozwijanie się, bądź zniekształcenie kwiatostanów. Zwalczanie polega na opryskaniu rośliny odpowiednimi fungicydami
- Zamieranie pąków różanecznika. Pąki brązowieją i zamierają. Choroba nie przenosi się na liście. Porażone pąki należy usuwać, a sekator i ranę dezynfekować
- Kibitnik azaliaczek (Catotilia azaleella) – szkodnik wygryzający liście z dolnej strony, lub powodujący ich minowanie. Zwalcza się go łatwo środkami owadobójczymi.
- Mączlik różanecznikowy – liście są lepkie i żółkną. Przyczyną jest owad, którego larwy żerując na dolnej powierzchni liścia wydzielają lepką spadź. Zwalcza się je poprzez dwukrotne opryskiwanie preparatem Talstar z dodatkiem preparatu Provado lub Applaud.